# Chicago Ridge
Chicago Ridge è un comune degli Stati Uniti d'America, situato in Illinois, nella contea di Cook.